# Catar en los Juegos Olímpicos de Pekín 2008
Catar estuvo representado en los Juegos Olímpicos de Pekín 2008 por un total de 20 deportistas masculinos que compitieron en 6 deportes.
El portador de la bandera en la ceremonia de apertura fue el tirador Naser Al-Atiya. El equipo olímpico catarí no obtuvo ninguna medalla en estos Juegos.